# ويليام دانبي (كاتب)
ويليام دانبي (1752 4 ديسمبر 1833) هو كاتب إنجليزي، أعاد بناء منزل عائلته في سوينتون بارك قرب ماشام في شمال رايدينج من يوركشاير(الآن في شمال يوركشاير) في عمارة قوطية حديثة، وأعاد إنشاء ستونهنج في ممتلكاته باسم «معبد درويدز». بيته الآن أصبح فندق وستونهينج بقعه للمتنزهين على أرض لجنة الغابات القريبه من إلتون.

## حياته
كان دانبي الابن الوحيد للقس ويليام دانبي (1781-1721) من سوينتون بارك، وماري، ابنة جيلبرت أفليك من دلهام، سوفولك. من 1763 إلى 1770 كان لديه مدرس خاص في كلية إيتون. في 24 أكتوبر 1770 قُبل كزميل عام في الكلية المسيحية، كامبريدج. في 1784 خدم مكتب شريف السامي في يوركشاير.
تزوج مرتين: الأولى في 1775 من كارولين (1821)، ابنة هنري سيمور، والثانية في 5 يناير 1822 من آن هولويل الأبنة الثانية لوليام جاتر. دانبي تقريبًا أعاد بناء المنزل الريفي الخاص به بالكامل في سوينتون، من تصميمات جون كار والمهندسين المعماريين المحليين، مع بعض التصميمات الداخلية التي ساهم بها جيمس وايت. احتوت على مكتبة جميلة ومتحف معادن غني بالأثاث. في وصف جوله قام بها في 1829، قال الشاعر روبرت ساوثي: الشخص الأكثر إثارة للاهتمام الذي رأيته خلال هذه الجولة كان السيد دانبي من سوينتون بارك، رجل ذو ثروه كبيرة جدًا، والآن كبير جدًا في السن. تُوفي دانبي في سوينتون بارك في 4 ديسمبر 1833. لم ينجب أطفالًا.
كان دانبي عالمًا بارعًا، وكتب بعض أعمال الفلسفة الشخصية التي تضمنت: Thoughts, Chiefly on Serious Subjects (1821), Ideas and Realities, or, Thoughts on Various Subjects (1827), Extracts from and observations on Cicero's dialogues De senectute and De amicitia, and a translation of his Somnium Scipionis, with notes (1829), and Thoughts on Various Subjects (1831).